# Teodoro Escalona Cortés
Gral. Teodoro Escalona Cortés fue un militar mexicano que participó en la Revolución mexicana. Nació en Orizaba, Veracruz, el 24 de marzo de 1883. En su ciudad natal cursó sus estudios primerios. Muy joven ingresó a la División de Oriente, al mando del general Cándido Aguilar, en la que alcanzó el grado de teniente coronel; fue jefe de la guarnición en algunas poblaciones veracruzanas y, en 1925, fue ascendido a general brigadier y puesto a cargo de la guarnición de Puebla. Más tarde estuvo adscrito a la Secretaría de Guerra y Marina. 
Su esposa Luz San Salvador viuda de Escalona de origen  mexicano, crio a sus tres hijos Teodoro Enrique  Escalona San Salvador, Blanca Elia Escalona San Salvador y Teodoro Meliton Escalona San Salvador.  